# Кавиан, Джафар
Джафар Мамед Кавиан (азерб. Cəfər Məhəmmədəli oğlu Kavian; 1895, Тебриз — 1975, Баку) — генерал-майор, деятель азербайджанского национально-освободительного движения в Иране, член РСДРП, один из создателей Иранской коммунистической партии и Азербайджанской демократической партии. Министр народных войск Национального правительства Азербайджана, депутат Национального парламента Азербайджана в Тебризе.
Участвовал в движениях Мешруте, Хиябани, Лахути и 21 Азер. Руководил отрядами федаи в движениях Хиябани, Лахути и 21 Азер.
За доблесть, проявленную при создании Национального правительства Азербайджана, был награждён медалью «21 Азер» и орденом «Саттархан».

## Биография

### Ранние годы
Джафар Мухаммедали оглы Мамедзаде родился в 1895 году в городе Тебриз. Начальное образование получил в одном из медресе при мечети в Тебризе. В 1908 году вместе с отцом и братом участвовал в движении Мешруте под руководством Саттархана. После поражения этого движения вместе с братом Исрафилом уехал в Баку. В период проживания в Баку работал портным. Спустя два года, в 1914 году, вернулся в Тебриз. До 1918 года вёл подпольную революционную деятельность как член Социал-демократической партии. Среди федаи и товарищей был известен под прозвищем «Мешеди». Чтобы избежать преследований, какое-то время жил на территории Азербайджанской Республики — в Баку и Нахчыване. В 1920 году участвовал в движении Хиябани, где возглавлял отряд федаи под названием «Гнев народа».

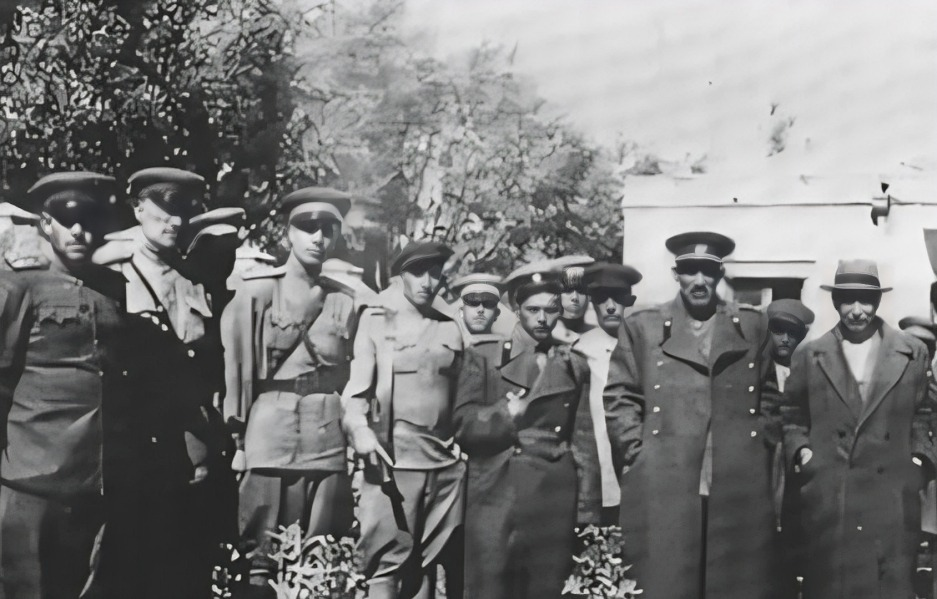
Джафар Кавиан вместе с федаи из Маранда

1 февраля 1922 года в Тебризе под руководством Абульгасыма Лахути были захвачены правительственные учреждения, и был создан Национальный комитет. Этот комитет требовал от центрального правительства положить конец господству английского империализма в стране и провести демократические реформы. В данном движении Джафар Кавиан принимал участие как командир боевых отрядов. Спустя некоторое время движение было подавлено казачьими отрядами. После этого, чтобы избежать преследований, Джафар Кавиан вместе с Абульгасымом Лахути отправился в Тифлис.
Там он вступил в Объединённую Закавказскую федеративную партию, которая направила его в Баку для продолжения политической учёбы. В 1922—1924 годах он обучался на политработника в Высшей партийной школе имени Ленина. Окончив её, в 1925 году по распоряжению ЦК Компартии Азербайджана был назначен председателем Профсоюза горно-рудных рабочих в Нахчыване. В 1926 году, как представитель Нахчыванской ССР, участвовал в проходившем в Баку Всесоюзном съезде горняков. В 1927 году по поручению Коминтерна был направлен в Иран, где вёл подпольную революционную деятельность в Тебризе, Реште, Мазендеране и Тегеране.
Он участвовал в создании Иранской коммунистической партии. В 1928 году присутствовал на её первом и втором съездах, был избран членом Центрального Комитета и секретарём тебризского отделения партии. В конце 1930 года был арестован. Судебным решением его обвинили в том, что он по случаю Первого мая печатал и распространял в Тегеране листовки, состоял в Коммунистической партии и действовал против независимости Ирана. Он провёл 6 лет и 7 месяцев в одиночной камере тюрьмы «Гасри-Каджар». После освобождения в 1937 году был выслан в город Зенджан.

### Во времена Национального правительства Азербайджана
После ввода советских войск в Иран в 1941 году Джафар Кавиан был освобождён из ссылки и вернулся в Тебриз. Он вступил в партию «Туде» и был избран членом её Центрального Комитета. В середине 1944 года вошёл в число 17 человек, избранных в Тебризский городской комитет заново реорганизованной партии «Туде». До 1944 года работал в различных организациях в Тебризе, участвовал в создании таких объединений, как «Зидди фашист», «Халг партиясы» и др. 14 сентября 1945 года на состоявшейся в Тебризе встрече было создано Организационное бюро из 14 человек, ответственных за создание Азербайджанской Демократической партии; в его состав вошёл и Джафар Кавиан. Кроме того, он был одним из командиров федаи в Тебризе и участвовал в освобождении города от шахских войск.

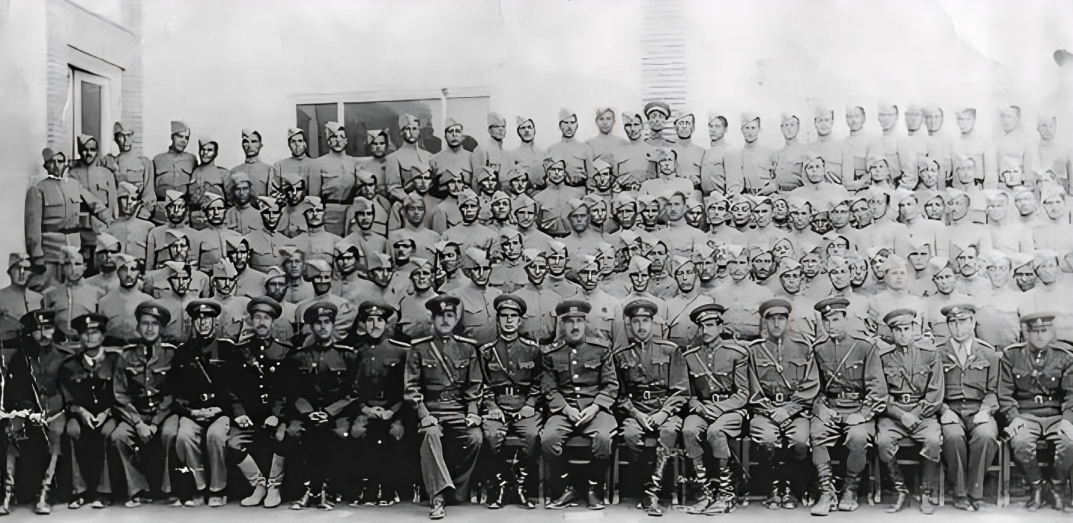
Преподаватели и курсанты Тебризского военного училища, 1946 год. Джафар Кавиан в
центре.

Первое заседание Национального парламента (Милли Меджлиса) Национального правительства Азербайджана состоялось 12 декабря. Избранные туда 26 депутатов не смогли присутствовать на первой сессии, так как находились на фронте. Среди них был и Джафар Кавиан. Он был избран депутатом от Маранда. В тот же день глава нового правительства Сеид Джафар Пишевери назначил его министром Народных войск. В только что созданные за короткий срок народные войска вошли 300 офицеров различных званий. Четырнадцати из них было присвоено звание полковника, а девяти — звание генерала. Общая численность войск достигла 18 тысяч человек. Были открыты несколько военных училищ. По решению Национального правительства Азербайджана Джафару Кавиану было присвоено звание генерал-майора.
20 декабря 1945 года Национальный парламент (Милли Меджлис) принял закон о создании Народного войска «Кызылбаш». Правительство назвало свою новую армию так же, как шах Исмаил Хатаи когда-то называл своё войско. Был создан Главный военный штаб «Кызылбаш». В его состав вошли: Джафар Кавиан, Абдулгасым Азими, Гулам Яхъя, Сеид Джафар Пишевери, Мирза Рэби Кябири, Махмуд Панахиан, Наваи, Мёхсун Миланиан, Абдюрза Азер.
В 1946 году за участие в национально-демократическом движении и доблесть, проявленную при создании Национального правительства, он был награждён медалью «21 Азер» и орденом «Саттархан».
13 декабря 1946 года, при поддержке США и Великобритании, в Тебриз вошли войска иранской армии. На этом Национальное правительство Азербайджана прекратило своё существование.

### После распада Национального правительства Азербайджана
После крушения Национального правительства в 1947 году он переехал в Баку. По указанию Мир Джафара Багирова он и другие руководители партии были изначально размещены в поселке Мардакян. До 1953 года Джафар Кавиан участвовал в деятельности Азербайджанской Демократической партии в Баку. Он скончался в январе 1975 года в Баку. Хотя планировалось похоронить его на Аллее почётного захоронения, но по желанию семьи он был погребён на кладбище в бакинском поселке им. Бахиханова.

## Семья

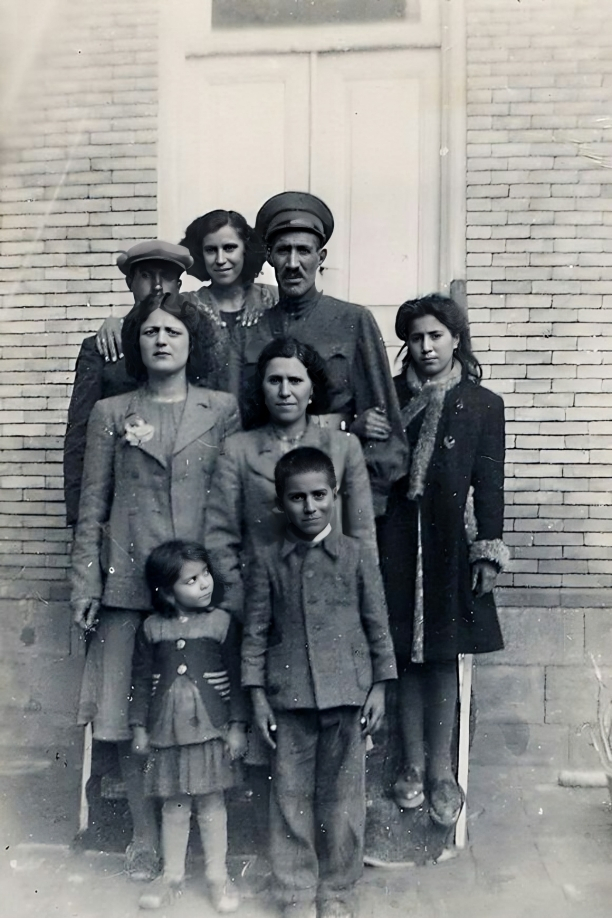
Джафар Кавиан с членами семьи, 1946 год.

Его отец, Мухаммедали, был родом из села Сехлан, расположенного близ Тебриза. Мать, Зивяр ханым, происходила из села Гюллю в окрестностях Маранда. Отец и брат Исрафил участвовали в движении Мешруте. После подавления движения отец был арестован и вскоре умер в тюрьме от пыток. Персонаж «Сехланлы Мухаммедали» («Мухаммедали из Сехлана») упоминается и в романе «Саттархан» Панахи Макуллу.
Джафар Кавиан был женат на Сякиня ханым. В этом браке родились:
1927 год: сын Кавэ, 1930 год: дочь Пуран, 1931 год: дочь Малахат, 1937 год: сын Маркс, 1942 год: дочь Маиса, 1947 год: сын Исрафил Кавиан.

## Память
В 1947 году режиссёр и сценарист Эсфир Шуб сняла фильм «Аразын о тайында» (рус. "На другом берегу Аракса"). Картина посвящена Национальному правительству Азербайджана (1945—1946) и событиям, приведшим к его образованию. В этом фильме снялся и Джафар Кавиан.
В 1975 году в газете «Азербайджан» (официальный печатный орган Азербайджанской Демократической Партии) был опубликован некролог, посвящённый ему. Министр культуры и просвещения Национального правительства Азербайджана, Мухаммед Бирия, в 1969 году посвятил Джафару Кавиану стихотворение «Ядигар».
В книге «Сон доюш» (рус. "Последний бой") авторства Акрама Салимзаде и Рзабалы Нуралиева, посвящённой Исламу Алиеву, также упоминается Джафар Кавиан.
16 мая 2014 года сын Кавиана, Маркс Кавиан, передал Азербайджанскому Музею Независимости архивы своего отца, орден «Саттархан», медаль «21 Азер»", его саблю, военную форму и другие личные вещи. Эти экспонаты выставлены в разделе музея, посвящённом Южному Азербайджану. 3 апреля 2015 года в Музее Независимости Азербайджана прошла выставка- мероприятие под названием «Ишыгланан йаддаш», приуроченная к 120- летию Джафара Кавиана.